# Miriandro

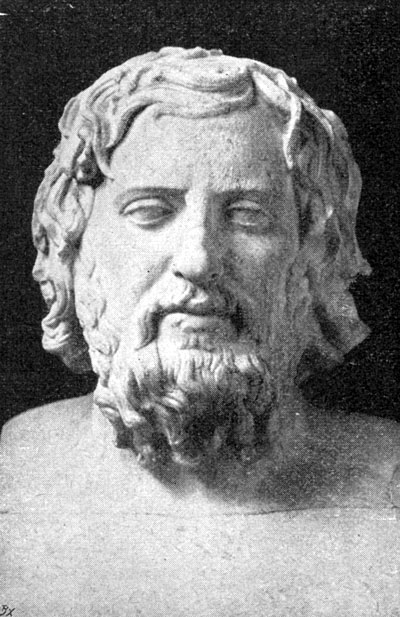
Statua di Senofonte

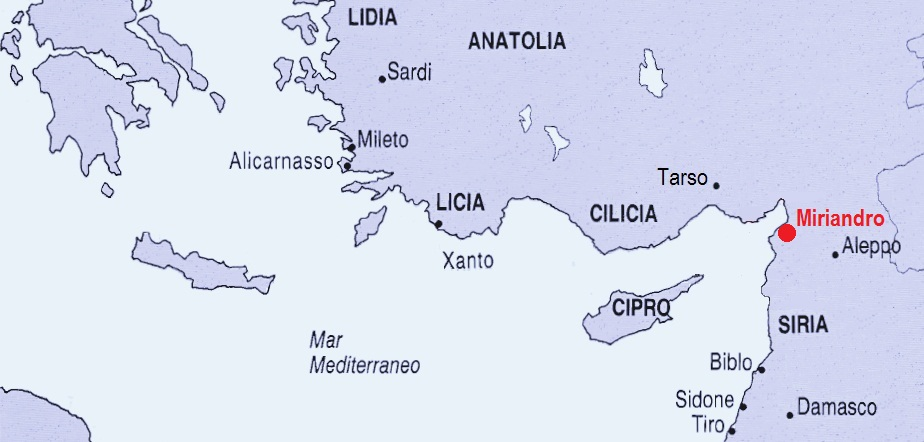
Antica città di Miriandro mappa

Miriandro (in latino Myriandro in greco antico Myriandros) fu un'antica città posta ai confini tra l'antica Siria e la Cilicia  piana (Cilicia Campestris), a nord dell'odierna Alessandretta (İskenderun) in Turchia.

## Ubicazione
L'identificazione di Miriandro è un problema discusso dagli studiosi.
La descrizione di Senofonte ateniese  però non lascia dubbi: 
(Senofonte, Anabasi Libro I, 4,6.)
La si identificò anche con Candelona, sul golfo di Laiazzo.
Erodoto scrisse del Golfo di Miriandro, e sulla città diede indicazioni precise ubicandola ai piedi della strada che attraversava le Αμανικαὶ Πύλαι (Porte Amaniche), o passo del monte Amano (in latino mons Amanus), per il colle di Belen.
La città nella posizione così descritta, posta a nord della foce dell'Oronte, metteva in contatto la costa con la piana di Antiochia, sbocco naturale delle merci provenienti dall'entroterra siriano.

## Origini
Secondo gli studiosi Miriandro fu una colonia, in terra di Siria, fondata dai Fenici.

## Miriandro nelle fonti storiche

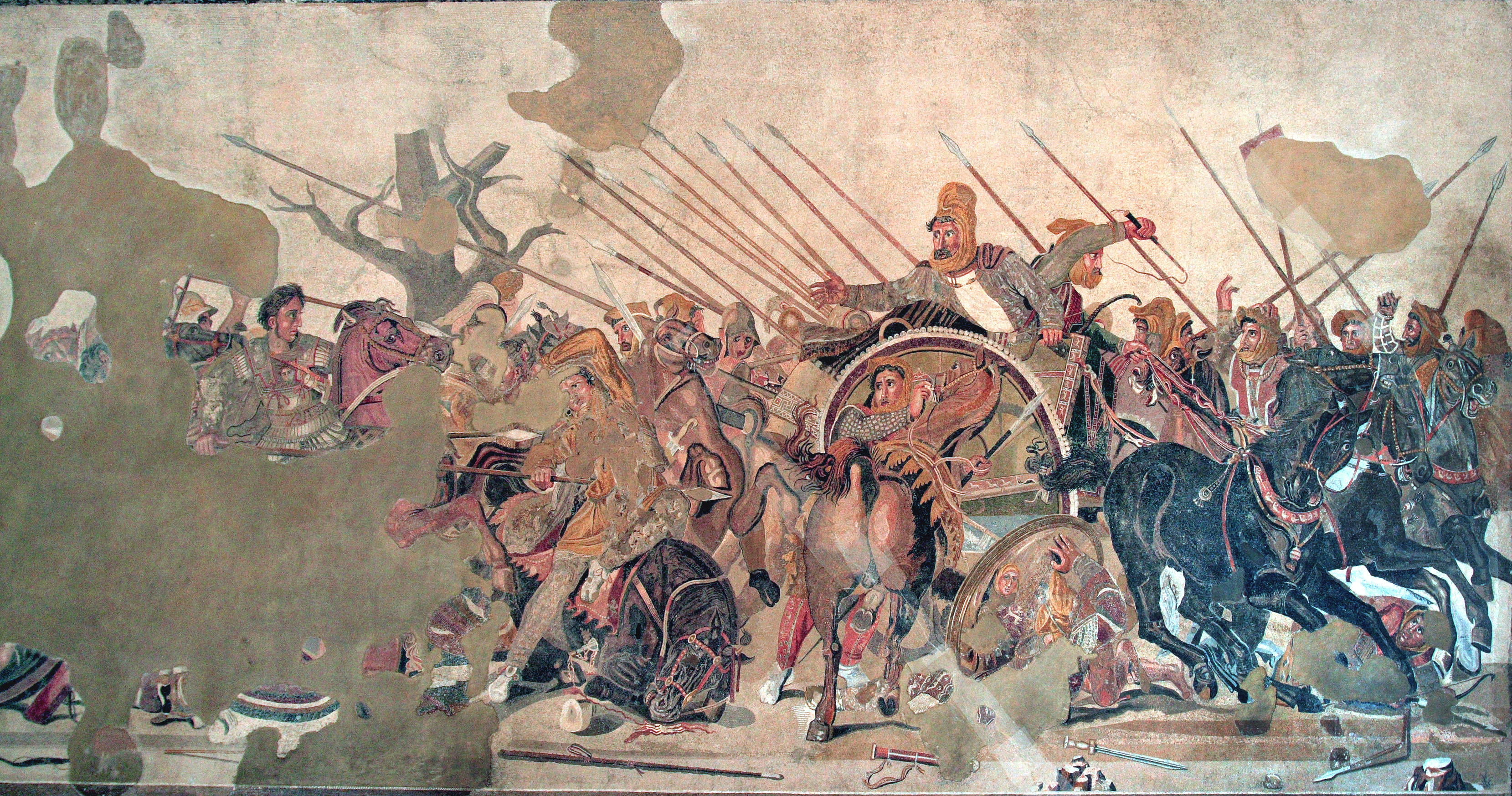
Mosaico della battaglia di Isso
(Museo Archeologico Nazionale di Napoli)

Erodoto, Strabone, Plinio il Vecchio e Tolomeo scrissero di Miriandro
A Miriandro, nel novembre del 333 a.C., Alessandro Magno pianificò la battaglia decisiva contro i persiani di Dario III, che si tenne a circa 37 chilometri nella piana di Isso, aprendo la strada alla conquista macedone della Fenicia.

## Monumenti cittadini
Secondo le redazioni pervenute da storici del tempo, a Miriandro c'era un grande porto, un emporio per lo scambio delle merci e un conio che batteva regolare moneta.